# Sécrétagogue
Une substance, qu'elle soit biologique ou chimique, est dite sécrétagogue si elle provoque ou augmente la sécrétion d'une glande endocrine.
Parmi ces substances figurent le Ca2+, la CRH, la vasopressine, l'ACTH, etc.
L'étymologie du terme se construit sur le mot latin Secretio (dans le sens de séparation ou isolement) et le suffixe en grec ancien ἀγωγή - Agôgé (dans le sens de mener, conduire à une chose).

## Référence
Encyclopédie Vulgaris Médical : Sécrétion